# プロセルピーナ (小惑星)
プロセルピーナ (26 Proserpina) は小惑星帯（メインベルト）の小惑星。研究者によってはプロセルピーナに代表される小惑星族が存在すると考える者もいる。
デュッセルドルフでロベルト・ルターによって発見された。ローマ神話のユーピテルとケレースの娘、プロセルピナから名づけられた。